# Grandchamp-des-Fontaines
Grandchamp-des-Fontaines es una comuna francesa situada en el departamento de Loira Atlántico, en la región de Países del Loira.

## Localización
Está situada a unos 20 km al norte de la ciudad de Nantes.

## Historia
La comuna se denominó Grandchamps-des-Fontaines hasta el 31 de diciembre de 2022.

## Demografía
| 1281 | 1291 | 1578 | 2223 | 2464 | 3466 | 6439 |
| Para los censos de 1962 a 1999 la población legal corresponde a la población sin duplicidades (Fuente: INSEE [Consultar]) |      |      |      |      |      |      |